# Coilodera vitalisi
Coilodera vitalisi är en skalbaggsart som beskrevs av Thierry Bourgoin 1924. Coilodera vitalisi ingår i släktet Coilodera och familjen Cetoniidae. Inga underarter finns listade i Catalogue of Life.